# Oddgeir Heimdal
Oddgeir Heimdal ist ein ehemaliger norwegischer Skispringer.
Heimdal sprang zwischen 1998 und 2000 im Continental Cup. Dabei konnte er aber in beiden Saisons nicht überzeugen und landete in der Gesamtwertung nur auf hinteren Plätzen. Dennoch bestritt Heimdal am 7. Februar 1999 ein Springen im Skisprung-Weltcup. Auf der Großschanze in Harrachov sprang er dabei auf den 12. Platz und gewann somit auch Weltcup-Punkte. Mit diesen Punkten stand er am Ende der Weltcup-Saison 1998/99 auf dem 66. Platz in der Gesamtwertung.